# Masłońskie
Masłońskie – wieś w Polsce położona w województwie śląskim, w powiecie myszkowskim, w gminie Poraj.                   Znajduje się nad Jeziorem Porajskim.
Wieś leży w Częstochowskim Obszarze Rudonośnym. W XIX wieku znajdował się tutaj Piec Masłoński, gdzie wypalano rudę żelaza przywożoną między innymi z Kuźnicy Starej i Gęzyna.
W latach 1954–1972 wieś należała, a do 1961 była siedzibą władz gromady Masłońskie. W latach 1975–1998 miejscowość administracyjnie należała do województwa częstochowskiego.
Częścią wsi była Całgowizna (SIMC 1064829). W 1921 roku mieszkało w niej w jednym budynku mieszkalnym 11 mieszkańców (5 kobiet i 6 mężczyzn). 1 stycznia 1967 wraz z Frączkowizną zostały przeniesione z gromady Choroń do gromady Masłońskie. 1 stycznia 2015 nazwa została zniesiona.